# HC Eynatten
L'Handbalclub Eynatten-Raeren è una squadra di pallamano maschile belga con sede a Raeren.

## Palmarès

### Trofei nazionali
- Campionato del Belgio: 3
  - 1999-00, 2000-01, 2001-02.